# 長蜥魚屬
長蜥魚屬為輻鰭魚綱仙女魚目帆蜥鱼亚目魣蜥鱼科的一属。

## 下属物种
- 幾內亞長蜥魚(Dolichosudis fuliginosa)

## 擴展閱讀
維基物種上的相關：長蜥魚屬